# تپه ده‌سواران ۵
تپه ده سواران ۵ مربوط به دوران پارینه‌سنگی جدید است و در شهرستان کرمانشاه، بخش مرکزی، دهستان دورود فرامان، ۱/۱ کیلومتری شرق روستای ده سواران واقع شده و این اثر در تاریخ ۱۸ اسفند ۱۳۸۷ با شمارهٔ ثبت ۲۴۸۵۸ به‌عنوان یکی از آثار ملی ایران به ثبت رسیده است.